# Svrdlo
Svrdlo ili bušni alat je alat koje koristimo kod bušenja. Svrdla se dijele na: spiralna svrdla, svrdla s pločicama od tvrdog metala, ravna svrdla, zabušivala (zabušivači), specijalne izvedbe spiralnih svrdala, noževe i motke za bušenje.
Svrdlo je rezni alat za izradbu provrta i kružnih ili stožastih utora. Ubraja se u alate za strojnu obradu odvajanjem čestica. Valjkasta je oblika s reznim oštricama na jednom kraju. Rezni dio svrdla najčešće se izrađuje od brzoreznoga čelika, tvrdoga metala, kermeta, vidije i drugih tvrdih materijala. Obrada se odvija alatnim strojevima (bušilica), istodobnom vrtnjom ili rotacijom svrdla oko uzdužne osi i pravocrtnim gibanjem (translacijom) duž te osi, pritom oba gibanja izvodi svrdlo ili se na jedan od tih načina giba obradak. Najčešće je valjkasto spiralno svrdlo, kojemu je rezni dio u obliku stošca s dvije glavne i jednom poprečnom oštricom. Uzduž tijela nalaze se dva spiralna utora stalnog uspona po kojima klize odvojene čestice. Ravno svrdlo ima oblik noža s tupim vršnim kutom, a služi za bušenje vrlo sitnih rupa, promjera manjeg od 1 milimetar, ili za vrlo velike rupe za koje ne postoje spiralna svrdla. Svrdlo za centriranje služi za ubušivanje stožastih rupa za centriranje, a za vrlo dugačke rupe najčešće se koristi topovsko svrdlo, koje ima oblik uzdužno presječenoga valjka. Za bušenje stakla i porculana služi trobridno svrdlo od tvrdoga metala. Svrdlo za drvo često ima na vrhu spirale šiljak za centriranje i jedan ili dva zupca za presijecanje vlakanaca drva. Za široke rupe u betonu ili kamenu koristi se cijevno svrdlo s krunom na kojoj su zubi od tvrdoga metala ili dijamanata (krupnih ili sitnih), a za rudarske bušotine i geološka istraživanja koriste se i velika spiralna svrdla.

## Spiralno svrdlo
Najvažniji tip svrdla kod obrade metala je spiralno svrdlo. Kao i svaki alat, svrdlo ima radni dio i držalo. Držalo može biti cilindričnog ili konusnog oblika (cilindričan je kod manjih svrdla i svrdla za ručno bušenje, a konusni je kod svrdla za strojnu obradu). Osnovne osobine radnog dijela spiralnog svrdla su konusni radni vrh i dva spiralna utora za odvod čestica.
Rezni dio spiralnog svrdla sastoji se od : prednje površine (grudne), stražnje površine (leđne), glavne oštrice (spoj prednje i stražnje površine), utora za odvođenje čestica i za dovod rashladne tekućine, poprečne oštrice (smjer poprečne oštrice zatvara kut od 45° do 55° sa smjerom glavne oštrice), fazeta (izbočeni rubovi utora koji počinju na obodu oštrica). Izrađeni su kao uske zavojnice koje su izbrušene na vanjski promjer svrdla i služe kao vodilice svrdla u rupi - jezgre).
Samo tijelo radnog dijela spiralnog svrdla također se izvodi konusno od vrha prema dršku. Promjer se smanjuje 1:1000, odnosno 0,1 mm na 100 mm duljine. Svrha je smanjivanje trenja i sprječavanje zaribavanja alata u materijal. Obrnuto tome jezgra alata se povećava prema dršku, produljuje se poprečna oštrica. Svrha ovoga povećana je povećanje čvrstoće alata.

### Kutovi spiralnog svrdla
Kutovi vrha svrdla su sljedeći:
- slobodni ili stražnji kut α (između stražnje površine i površine okomite na os rotacije svrdla);
- kut oštrenja ili kut klina β (između stražnje i prednje površine svrdla;
- kut prednje površine ili prednji kut γ (između prednje površine i osi rotacije svrdla);
- vršni kut φ (kut koji zatvaraju obje glavne oštrice) i ovisi o vrsti bušenog materijala.
- nagib ili kut zavojnice ω (kut koji zatvaraju os rotacije svrdla i razvijeni rub utora).

Vrh svrdla s poprečnom oštricom nepovoljno djeluje na bušenje, jer prodire u materijal gnječenjem, a ne bušenjem, te na njega otpada oko 40% vrijednosti aksijalne komponente sile bušenja. Materijali koje danas koristimo u izradi svrdla su alatni čelici, brzorezni čelici i sinterirani materijali. Spiralni utor služi za lako odvođenje čestica (strugotina), ali ne smije oslabiti tijelo svrdla, već ga mora svojim oblikom učvrstiti. Obično se izrađuje glodanjem, a dimenzije profila zubi glodala za izradu utora ovise od: traženog oblika oštrice svrdla, potrebnog promjera jezgre, uzvojnog kuta uspona spirale, kuta vrha spirale, položaja glodala u odnosu na os svrdla, promjera glodala.
| Materijal obratka | Vršni kut φ     | Kut zavojnice ω |
| ----------------- | --------------- | --------------- |
| Aluminij          | od 90° do 135°  | od 32° do 48°   |
| Mjed              | od 90° do 118°  | od 0° do 20°    |
| Lijevano željezo  | od 90° do 118°  | od 24° do 32°   |
| Ugljični čelik    | od 118° do 135° | od 24° do 32°   |
| Nehrđajući čelik  | od 118° do 135° | od 24° do 32°   |
| Plastika          | od 60° do 90°   | od 0° do 20°    |

### Tehnologija izrade spiralnih svrdala
Tehnologija izrade spiralnih svrdala razlikuje se po načinu oblikovanja žljebova i rubova. Izrađuju se valjanjem, glodanjem, brušenjem ili kombinacijom valjanja i glodanja. Odreže se malo kraća šipka od završne duljine svrdla. U užarenom stanju se valja, te se izvaljana šipka reže na određenu dužinu svrdla, obrusi prema potrebnom konusu radnog dijela i nakon toga se oblikuje kraj i vrh. Sljedeći korak obrade je glodanje dva spiralna utora. Nakon toga slijedi toplinska obrada, onda završno brušenje na nazivnu mjeru, te oštrenje vrha alata. Zbog zaostalih napetosti u materijalu, svrdlo se stabilizira na temperaturi od 470 do 520 °C. Svrdlo je završeno, dobiva tamnu boju i zaštićeno je od korozije.

## Svrdla s pločicama od tvrdog metala
Ova svrdla se upotrebljavaju kod obrade materijala koji ne zahtijevaju veliki prednji kut γ, kao na primjer lijevano željezo, kovkasti ili temper lijev, tvrdi čelici, zakaljeni predmeti, staklo, kamen, porculan, umjetni materijali. Upotrebljavaju se samo pri obradi materijala kod kojih se standardno spiralno svrdlo previše troši ili potpuno zataji. Za umetanje pločice od tvrdog metala potrebno je u spiralnom svrdlu napraviti zarez kroz šiljak. Po izradi zareza pada otpornost jezgre svrdla. U zarez se umeće pločica od tvrdog metala, te se tvrdo zalemi. Time sredina svrdla, zbog povećanja krutosti, postaje čvršća nego kod normalnog spiralnog svrdla. 

## Ravno ili plosnato svrdlo
Ravno ili plosnato svrdlo se koristi za rupe ispod 1 mm promjera ili za velike rupe za koje nema spiralnih utora. Nekada dok se nije poznavalo bušenje, rupe su radili kovači probijanjem. Prva svrdla se pojavljuju u 18. stoljeću i koriste se u vojnoj tehnici za bušenje topovskih cijevi. To su bila plosnata svrdla, iz kojih je kasnije razvijeno topovsko svrdlo (primjenjuje se i danas u nekim tehnološkim postupcima). Spiralno se svrdlo prvi put spominje pod nazivom zavojno svrdlo 1882. Ovaj najstariji oblik svrdla danas se upotrebljava za dodatne operacije pri obradi materijala. Najčešće se izrađuje kovanjem iz brzoreznih čelika.
Rezni kutovi su nabrušeni pod određenim kutom, jednako i koso postavljeni s obje strane. Ova konstrukcija upotrebljava se za rad u oba smjera. Plosnata svrdla se upotrebljavaju kod obrade plitkih rupa, kod krhkih materijala (lijevanog željeza, bronce, mjedi). Neki modeli imaju i žljebove za lomljenje strugotine. Žljebovi za lomljenje strugotine kod žilavih materijala nisu pogodni, jer se strugotina u žljebovima zapetlja i zatvori rupu.

## Zabušivala ili svrdla za bušenje središnjih uvrta
Zabušivala služe za bušenje središnjih uvrta za centrično upinjanje dugačkih i teških predmeta (vretena, osovina). Zabušivala su kombinacija kratkog spiralnog svrdla i upuštala. Središnji kut zabušivala može biti: 60° (kod obradaka lakših od 10 kg i kod manjih sila obrade) ili 120° (kod obrade većih predmeta ili kod većih reznih sila). Također postoje i druge varijante zabušivala. Jedno je zabušivalo slično spiralnom svrdlu, ali ima jaki kratki spiralni utor i nema poprečne oštrice (NC svrdlo).